# I Get Money
"I Get Money" é o terceiro single do terceiro álbum lançado por 50 Cent, Curtis. O som foi escolhido como o 14º melhor do ano pela revista Rolling Stone em 2007.

## Versões
| # | Título                       | Tempo |
| - | ---------------------------- | ----- |
| 1 | "I Get Money (clean)"        | 3:50  |
| 2 | "I Get Money (álbum)"        | 3:50  |
| 3 | "I Get Money (instrumental)" | 3:50  |
| 4 | "I Get Money (á capela)"     | 3:45  |

### Remix
| # | Título                                              | Tempo |
| - | --------------------------------------------------- | ----- |
| 1 | "I Get Money (Billion Dollar Remix) (clean)"        | 4:32  |
| 2 | "I Get Money (Billion Dollar Remix) (álbum)"        | 4:32  |
| 3 | "I Get Money (Billion Dollar Remix) (instrumental)" | 4:32  |

## Paradas musicais
| Chart (2007)                         | Topo das paradas |
| ------------------------------------ | ---------------- |
| U.S. Billboard Hot 100               | 20               |
| U.S. Billboard Hot R&B/Hip-Hop Songs | 10               |
| U.S. Billboard Hot Rap Tracks        | 4                |
| U.S. Billboard Pop 100               | 35               |
| Suiça Singles Chart                  | 88               |
| Canadian Hot 100                     | 63               |